# Jakob II av Mallorca
Jakob II av Mallorca, född 1243, död 1311, var en balearisk regent. Han var kung av Mallorca mellan 1276 och 1286, och en andra gång mellan 1295 och 1311. 
Han var yngre son till Jakob I av Aragonien, som hade skapat kungariket Mallorca och därmed tekniskt sett var "Jakob I av Mallorca". När Jakob I avled 1276 ärvdes Aragonien av hans äldste son och det nyligen skapade kungariket Mallorca av hans yngre son Jakob, som därmed kallade sig Jakob II; han blev dock i praktiken Mallorcas första egentliga kung. Initialt bodde han i Perpignan i den lilla franska enklav som tillhörde kungariket Mallorca, men bosatte sig på Mallorca när den första kungliga bostaden där stod färdig. 
Han avsattes 1286 av sin brorson, men kunde 1295 återinsättas.